# Мартін Вудрофф
Мартін Вудрофф (англ. Martyn Woodroffe, 8 вересня 1950) — британський плавець.
Призер Олімпійських Ігор 1968 року.
Призер Ігор Співдружності 1970 року.